# Hucbert
Hucbert (nascut vers 820 - † 864 o 866) fou un noble franc, fill de Bosó l'Antic (o Bosó el Vell) el primer Bosònida. Sa germana era Teutberga casada amb Lotari II de Lotaríngia, fill de Lotari I de la Frància Mitjana.

## Biografia
Als annals de Saint-Bertin vers l'any 855, s'explica que Lluís el Germànic va cedir l'Helvètia a Lotari II que era el seu nebot i quan aquest es va casar amb Teutberga el país aportat per LLuís fou donat al germà d'aquesta. Llavors Hucbert fou duc de la Borgonya Transjurana i tanmateix abat laic de Saint-Maurice a Valais després d'haver arrabassat a Aimó dels ingressos d'aquest establiment.
El papa Benet III es va queixar de l'espoliació d'Aimó en una carta que va dirigir als bisbes del regne de Carles el Calb (la França Occidental) el 856: Va tirar en cara a Hucbert d'haver espoliat la diòcesi de Sion en l'arrabassar a Aimó aquesta abadia de la qual havia expulsar els canonges per omplir-la de dones perdudes i de gossos de cacera.
Mentrestant Lotari no estava satisfet amb Teutberga i la va repudiar el 857 en benefici de la seva amant Gualdrada; llavors va voler expulsar el seu cunyat del govern ducal que li havia confiat. Hucbert va agafar les armes per defensar els seus drets i l'honor de la seva germana. Va derrotar successivament a tres exèrcits diferents enviats contra ell, i aquest va fer algunes incursions a la Lotaríngia. No podent desfer-se d'un enemic poderós, Lotari es va entendre amb el seu germà Lluís II el Jove, rei d'Itàlia i emperador, al que va cedir l'Helvècia 859. Els annals de Saint-Bertin precisen « que li va cedir els bisbats i comtats de Ginebra, de Lausana i de Sion, amb els monestirs que en depenien». En contrapartida Lluís va enviar un exèrcit contra Hucbert manat per Conrad, comte de Paris, que fou nomenat duc de Borgonya Transjurana.
Hucbert no fou massa inquietat. El 863 s'assenyala que encara prenia per la força l'abadia de Lobbe (Lobbes) i expulsava el seu abat.
Finalment Hucbert va morir en la lluita el 864 o 866 en una batalla prop d'Orbe. Conrad, que vers el 864 havia perdut els seus feus a França, va quedar llavors com a duc indiscutible de la Borgonya Transjurana i abat laic de Saint Maurice a Valais.

## Núpcies i descendents
El nom de la seva dona no és conegut. Fou el pare de:
- Teobald d'Arle (?-?) casat amb Berta (filla il·legítima de Lotari II).